# Katastrophenanleihe
Eine Katastrophenanleihe (englisch catastrophe bond, kurz cat bond, auch act of god bond) ist eine Anleihe, deren Zahlungsverpflichtungen vom Eintritt bestimmter Katastrophenereignisse abhängig gemacht werden. Eine solche Anleihe dient dem Emittenten – in der Regel ein Versicherungsunternehmen der Erst- oder Rückversicherung – dazu, auch das Risiko des finanziellen Schadens aus Naturkatastrophen (englisch perils) auf den Kapitalmarkt zu übertragen.
Neben Versicherern haben in der Vergangenheit einige von Naturkatastrophen besonders betroffene Industrieunternehmen (Eisenbahnunternehmen in Japan, Energieversorger in Frankreich) Katastrophenanleihen begeben, um sich Fremdkapital zu beschaffen.

## Eigenschaften
Ein übliches Verfahren ist, dass der Investor sein Kapital durch Anteilszeichnung in eine Zweckgesellschaft einbringt. Sofern keine vorher definierte Katastrophe eintritt, erhält er als Entschädigung während der Laufzeit der Anleihe die versprochenen Zinsen sowie nach Ende der Laufzeit sein Kapital zurück. In der Höhe der Zinskupons ist ein Ausgleich für die Risikoübernahme eingepreist.
Für den Fall, dass die definierte Katastrophe eintritt, ist die Verpflichtung des Emittenten zur Zins- und Tilgungsleistung entweder aufgeschoben oder aufgehoben. Das schwere Tōhoku-Erdbeben 2011 in Japan führte durch die damit verbundenen Folgen beispielsweise zum Totalverlust.
Anders als bei Standardanleihen hängt die Zins- und Rückzahlung der Anleihe nicht nur von der Bonität des Schuldners, sondern zusätzlich von der Eintrittswahrscheinlichkeit der definierten Katastrophenereignisse ab. Bei Katastrophenanleihen ist grundsätzlich ein Totalverlust für den Gläubiger möglich. Wenn eine Ratingagentur in ihre Bonitätsnote neben dem Emittentenrisiko auch das Katastrophenrisiko berücksichtigt, so erhält eine Katastrophenanleihe im Regelfall eine Bonitätsnote im spekulativen Bereich (englisch non-investment grade). Der Investor kann durch Beimischung von Katastrophenanleihen in sein Portfolio eine verbesserte Risikostreuung erreichen, da das Katastrophenrisiko kaum mit den üblichen Marktrisiken korreliert ist.
Der Vorteil für den Emittenten liegt in der Weitergabe des Katastrophenrisikos an den Kapitalmarkt, was unter Umständen günstiger sein kann als die traditionelle Absicherung von derartigen Risiken über Versicherungen bzw. Rückversicherungen (Kerngeschäfte).

## Gestaltungsmöglichkeiten
Katastrophenanleihen können unterschiedlich strukturiert werden. Eine Unterscheidung wird in erster Linie anhand des auslösenden Ereignisses („Trigger“) vorgenommen. Der Trigger löst – teilweise oder vollständig – den Verfall des Zins- und Tilgungsanspruchs des Gläubigers aus; der Emittent kann über die Mittel verfügen.
Am Markt für Katastrophenanleihen wird eine breite Auswahl an auslösenden Ereignissen (Triggern) verwendet. Diese beinhalten Index-Trigger, rein parametrische Trigger, parametrische Index-Trigger, modellierter-Schaden-Trigger und Originalschaden-Trigger (englisch indemnity trigger).
Die ersten Katastrophenanleihen, die Ende der 1990er Jahre emittiert wurden, nutzten primär den Originalschaden-Trigger (auch entschädigungsbezogener Trigger genannt), doch mit der Zeit wurden zunehmend andere Trigger vereinbart.

## Marktentwicklung
Katastrophenanleihen werden seit etwa 1994 an den Kapitalmarkt gebracht. In erster Linie werden sie außerbörslich gehandelt. Der Markt erfreut sich seit seiner Gründung zunehmender Beliebtheit und wächst seit 1997 kontinuierlich. Im Jahr 2007 wurde ein neuer Rekordwert gesetzt mit der Emission von 8,24 Milliarden US-Dollar an Katastrophenanleihen. 2013 wurde als zweites Jahr in Folge der nach dem Rekord von 2007 zweithöchste Wert erreicht, mit der Emission von 7,42 Milliarden US-Dollar in 31 Transaktionen. Ein Rekordhoch wurde 2013 auch mit der durchschnittlichen Transaktionsgröße erreicht, mit 341 Millionen US-Dollar pro Transaktion.
In den 1990er Jahren gab es Versuche, standardisierte Katastrophen-Derivate an den Börsen zu handeln. Mangels Interesse wurde der Handel jedoch eingestellt.